# MLBオールスターゲーム最優秀選手賞

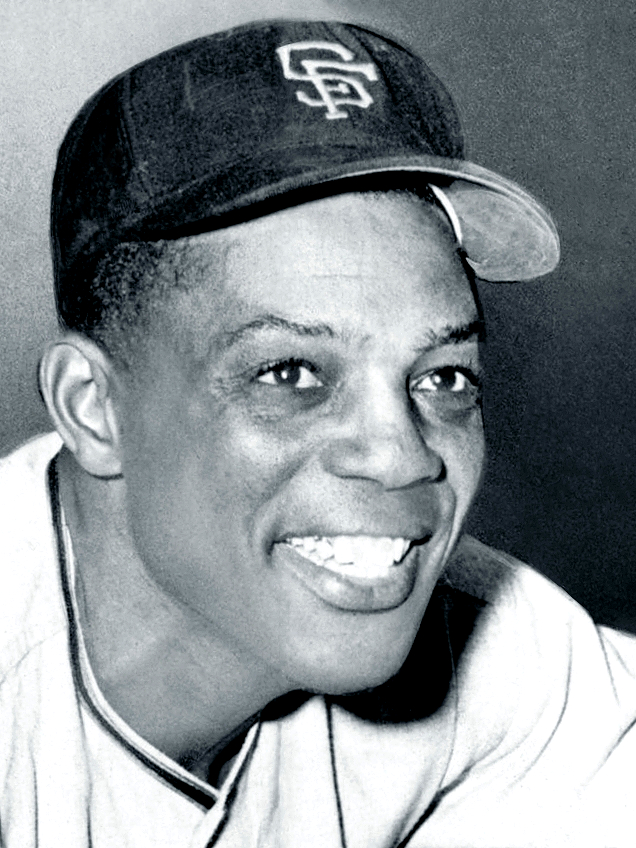
ウィリー・メイズはオールスターMVPを複数回受賞した初の選手。

MLBオールスターゲーム最優秀選手賞（MLBオールスターゲームさいゆうしゅうせんしゅしょう、The Major League Baseball All-Star Game Most Valuable Player）は、メジャーリーグベースボール（以下、MLB）のオールスターゲームで最も活躍した選手が選出される賞。
1962年にアーク・ワードによってアーク・ワード・メモリアル・アワード（Arch Ward Memorial Award）として制定された。1970年からコミッショナーズ・トロフィーへ改名したが、1985年から当初のアーク・ワード・メモリアル・アワードに戻した。2002年7月5日にテッド・ウィリアムズが死去。同年のオールスターから彼の名誉を称え、テッド・ウィリアムズ最優秀選手（Ted Williams Most Valuable Player）へ改名。2002年のMLBオールスターゲームは引き分けとなったため、MVPは受賞者なしとなり、テッド・ウィリアムズ最優秀選手として初の受賞者は2003年のギャレット・アンダーソンである。
2013年のオールスター終了時点で、ナショナルリーグの受賞者はのべ28人、アメリカンリーグの受賞者はのべ25人。球団別の受賞回数ではボルチモア・オリオールズ、サンフランシスコ・ジャイアンツの6回が最多。シンシナティ・レッズ、ロサンゼルス・ドジャースの2球団が5回。複数回受賞選手はウィリー・メイズ（1963年、1968年）、スティーブ・ガービー（1974年、1978年）、ゲイリー・カーター（1981年、1984年）、カル・リプケン・ジュニア（1991年、2001年）、マイク・トラウト（2014年、2015年）の5選手。1975年のMLBオールスターゲームではビル・マドロックとジョン・マトラックの2選手がMVPを受賞。敗退リーグからの選出はブルックス・ロビンソン（1966年）、カール・ヤストレムスキー（1970年）の2回。ケン・グリフィー・シニアとケン・グリフィー・ジュニアは親子で、ロベルト・アロマーとサンディー・アロマー・ジュニアは兄弟で受賞している。

## 歴代受賞者
| 年度 | 受賞選手（受賞回数）               | 守備位置                 | 所属リーグ               | 所属チーム                     |
| ---- | ---------------------------------- | ------------------------ | ------------------------ | ------------------------------ |
| 1962 | レオン・ワグナー                   | 外野手                   | アメリカン               | ロサンゼルス・エンゼルス       |
| 1962 | モーリー・ウィルス                 | 遊撃手                   | ナショナル               | ロサンゼルス・ドジャース       |
| 1963 | ウィリー・メイズ（1）              | 外野手                   | ナショナル               | サンフランシスコ・ジャイアンツ |
| 1964 | ジョニー・キャリソン               | 外野手                   | ナショナル               | フィラデルフィア・フィリーズ   |
| 1965 | フアン・マリシャル                 | 投手                     | ナショナル               | サンフランシスコ・ジャイアンツ |
| 1966 | ブルックス・ロビンソン             | 三塁手                   | アメリカン               | ボルチモア・オリオールズ       |
| 1967 | トニー・ペレス                     | 三塁手                   | ナショナル               | シンシナティ・レッズ           |
| 1968 | ウィリー・メイズ（2）              | 外野手                   | ナショナル               | サンフランシスコ・ジャイアンツ |
| 1969 | ウィリー・マッコビー               | 一塁手                   | ナショナル               | サンフランシスコ・ジャイアンツ |
| 1970 | カール・ヤストレムスキー           | 外野手                   | アメリカン               | ボストン・レッドソックス       |
| 1971 | フランク・ロビンソン               | 外野手                   | アメリカン               | ボルチモア・オリオールズ       |
| 1972 | ジョー・モーガン                   | 二塁手                   | ナショナル               | シンシナティ・レッズ           |
| 1973 | ボビー・ボンズ                     | 外野手                   | ナショナル               | サンフランシスコ・ジャイアンツ |
| 1974 | スティーブ・ガービー（1）          | 一塁手                   | ナショナル               | ロサンゼルス・ドジャース       |
| 1975 | ビル・マドロック                   | 三塁手                   | ナショナル               | シカゴ・カブス                 |
| 1975 | ジョン・マトラック                 | 投手                     | ナショナル               | ニューヨーク・メッツ           |
| 1976 | ジョージ・フォスター               | 外野手                   | ナショナル               | シンシナティ・レッズ           |
| 1977 | ドン・サットン                     | 投手                     | ナショナル               | ロサンゼルス・ドジャース       |
| 1978 | スティーブ・ガービー（2）          | 一塁手                   | ナショナル               | ロサンゼルス・ドジャース       |
| 1979 | デーブ・パーカー                   | 外野手                   | ナショナル               | ピッツバーグ・パイレーツ       |
| 1980 | ケン・グリフィー・シニア           | 外野手                   | ナショナル               | シンシナティ・レッズ           |
| 1981 | ゲイリー・カーター（1）            | 捕手                     | ナショナル               | モントリオール・エクスポズ     |
| 1982 | デーブ・コンセプシオン             | 遊撃手                   | ナショナル               | シンシナティ・レッズ           |
| 1983 | フレッド・リン                     | 外野手                   | アメリカン               | カルフォルニア・エンゼルス     |
| 1984 | ゲイリー・カーター（2）            | 捕手                     | ナショナル               | モントリオール・エクスポズ     |
| 1985 | ラマー・ホイト                     | 投手                     | ナショナル               | サンディエゴ・パドレス         |
| 1986 | ロジャー・クレメンス               | 投手                     | アメリカン               | ボストン・レッドソックス       |
| 1987 | ティム・レインズ                   | 外野手                   | ナショナル               | モントリオール・エクスポズ     |
| 1988 | テリー・スタインバック             | 捕手                     | アメリカン               | オークランド・アスレチックス   |
| 1989 | ボー・ジャクソン                   | 外野手                   | アメリカン               | カンザスシティ・ロイヤルズ     |
| 1990 | フリオ・フランコ                   | 二塁手                   | アメリカン               | テキサス・レンジャーズ         |
| 1991 | カル・リプケン・ジュニア（1）      | 遊撃手                   | アメリカン               | ボルチモア・オリオールズ       |
| 1992 | ケン・グリフィー・ジュニア         | 外野手                   | アメリカン               | シアトル・マリナーズ           |
| 1993 | カービー・パケット                 | 外野手                   | アメリカン               | ミネソタ・ツインズ             |
| 1994 | フレッド・マグリフ                 | 一塁手                   | ナショナル               | アトランタ・ブレーブス         |
| 1995 | ジェフ・コーナイン                 | 外野手                   | ナショナル               | フロリダ・マーリンズ           |
| 1996 | マイク・ピアザ                     | 捕手                     | ナショナル               | ロサンゼルス・ドジャース       |
| 1997 | サンディ・アロマー                 | 捕手                     | アメリカン               | クリーブランド・インディアンス |
| 1998 | ロベルト・アロマー                 | 二塁手                   | アメリカン               | ボルチモア・オリオールズ       |
| 1999 | ペドロ・マルティネス               | 投手                     | アメリカン               | ボストン・レッドソックス       |
| 2000 | デレク・ジーター                   | 遊撃手                   | アメリカン               | ニューヨーク・ヤンキース       |
| 2001 | カル・リプケン・ジュニア（2）      | 三塁手                   | アメリカン               | ボルチモア・オリオールズ       |
| 2002 | 引き分けのため対象者なし           | 引き分けのため対象者なし | 引き分けのため対象者なし | 引き分けのため対象者なし       |
| 2003 | ギャレット・アンダーソン           | 外野手                   | アメリカン               | アナハイム・エンゼルス         |
| 2004 | アルフォンソ・ソリアーノ           | 二塁手                   | アメリカン               | テキサス・レンジャーズ         |
| 2005 | ミゲル・テハダ                     | 遊撃手                   | アメリカン               | ボルチモア・オリオールズ       |
| 2006 | マイケル・ヤング                   | 遊撃手                   | アメリカン               | テキサス・レンジャーズ         |
| 2007 | イチロー                           | 外野手                   | アメリカン               | シアトル・マリナーズ           |
| 2008 | J.D.ドリュー                       | 外野手                   | アメリカン               | ボストン・レッドソックス       |
| 2009 | カール・クロフォード               | 外野手                   | アメリカン               | タンパベイ・レイズ             |
| 2010 | ブライアン・マッキャン             | 捕手                     | ナショナル               | アトランタ・ブレーブス         |
| 2011 | プリンス・フィルダー               | 一塁手                   | ナショナル               | ミルウォーキー・ブルワーズ     |
| 2012 | メルキー・カブレラ                 | 外野手                   | ナショナル               | サンフランシスコ・ジャイアンツ |
| 2013 | マリアノ・リベラ                   | 投手                     | アメリカン               | ニューヨーク・ヤンキース       |
| 2014 | マイク・トラウト                   | 外野手                   | アメリカン               | ロサンゼルス・エンゼルス       |
| 2015 | マイク・トラウト（2）              | 外野手                   | アメリカン               | ロサンゼルス・エンゼルス       |
| 2016 | エリック・ホズマー                 | 一塁手                   | アメリカン               | カンザスシティ・ロイヤルズ     |
| 2017 | ロビンソン・カノ                   | 二塁手                   | アメリカン               | シアトル・マリナーズ           |
| 2018 | アレックス・ブレグマン             | 三塁手                   | アメリカン               | ヒューストン・アストロズ       |
| 2019 | シェーン・ビーバー                 | 投手                     | アメリカン               | クリーブランド・インディアンス |
| 2021 | ブラディミール・ゲレーロ・ジュニア | 一塁手                   | アメリカン               | トロント・ブルージェイズ       |
| 2022 | ジャンカルロ・スタントン           | 外野手                   | アメリカン               | ニューヨーク・ヤンキース       |
| 2023 | エリアス・ディアス                 | 捕手                     | ナショナル               | コロラド・ロッキーズ           |
| 2024 | ジャレン・デュラン                 | 外野手                   | アメリカン               | ボストン・レッドソックス       |
| 2025 | カイル・シュワーバー               | DH                       | ナショナル               | フィラデルフィア・フィリーズ   |